# Hatfield (Arkansas)
Hatfield – miasto w Stanach Zjednoczonych, w stanie Arkansas, w hrabstwie Polk.

Mapa pokazuje obszary w hrabstwie Polk w stanie Arkansas, z czerwonym zaznaczeniem Hatfield.